# Thé Éléphant
Pour les articles homonymes, voir Éléphant (homonymie) et L'Éléphant.

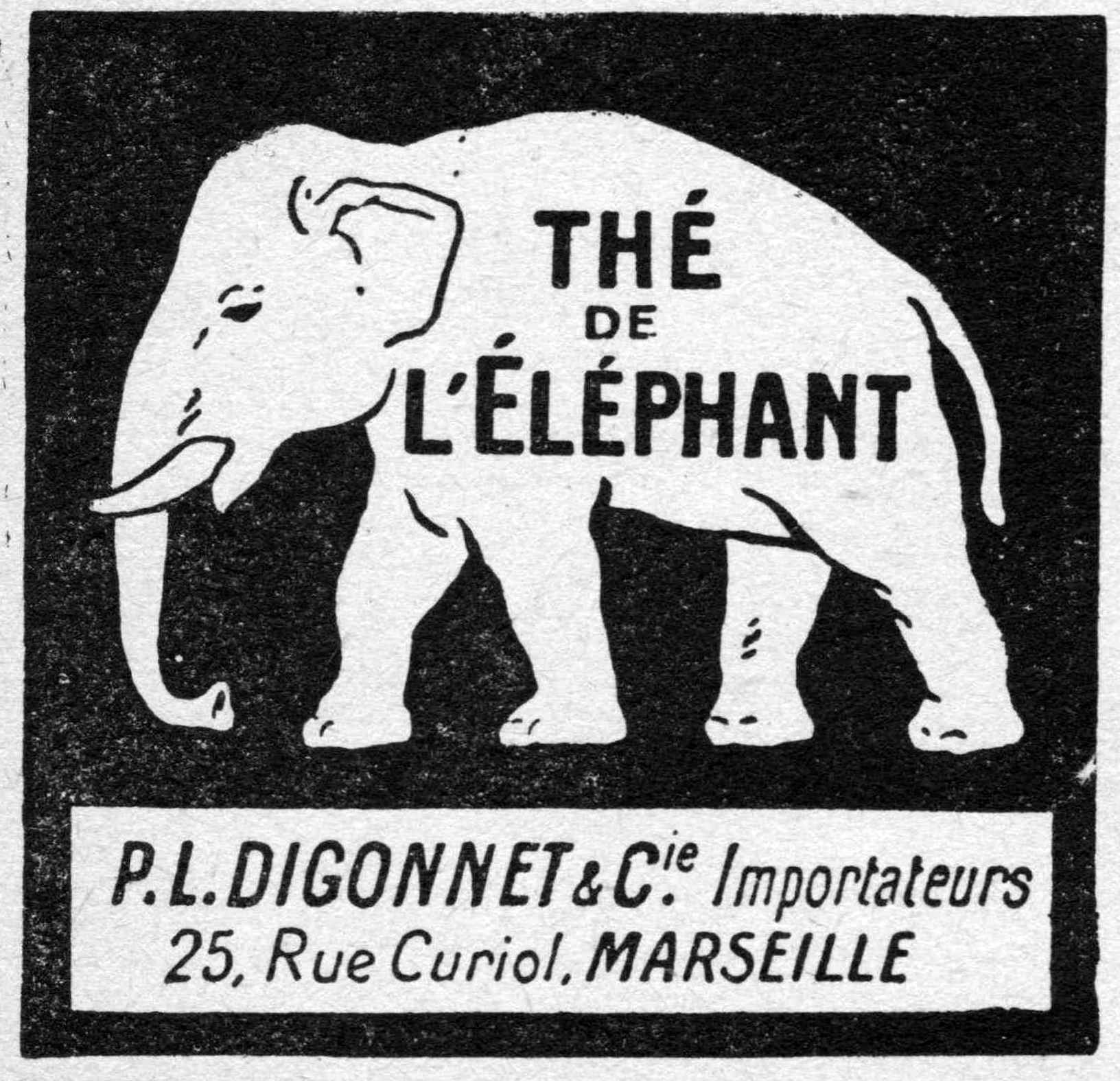
Publicité pour le Thé de l'Éléphant en 1918.

Éléphant ou Thé de l'Éléphant est une marque commerciale de thé créée à Marseille, en Provence à la fin du XIXe siècle. Elle appartient à présent au groupe Unilever (branche Lipton).

## Historique

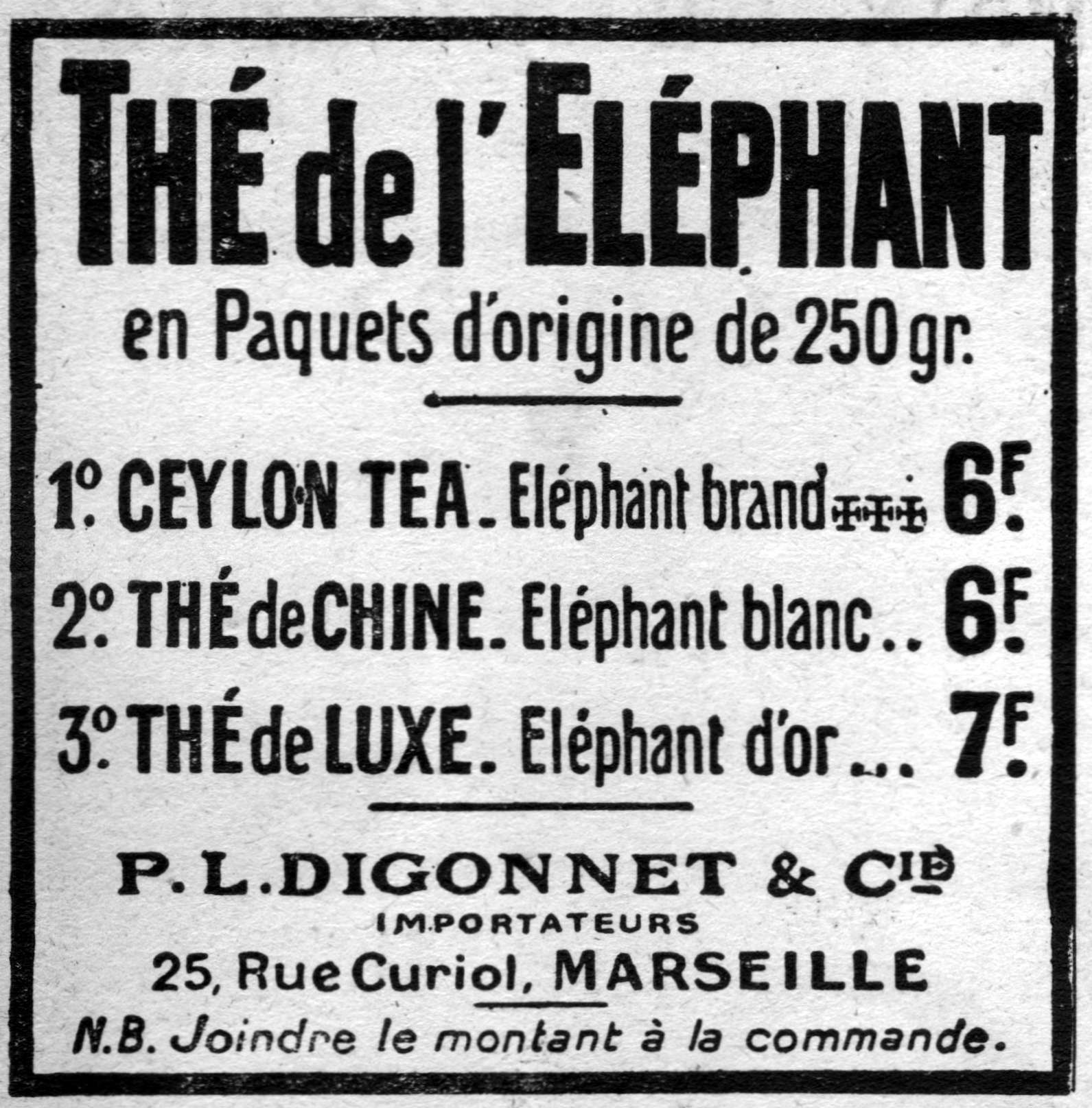
Publicité pour le Thé de l'Éléphant en 1918.

En 1892, les frères Pétrus et Lazare Digonnet (1864-1944) créent leur entreprise d'importation et de vente de thé sous le nom de Maison P.L. Digonnet et Cie, puis Établissements Lazare Digonnet. Celle-ci se renomme Société des Thés de l’Éléphant à partir de 1927, située au 97, boulevard Camille Flammarion à Marseille, après avoir pris le contrôle de Maison Ranque & Lambert, de la Compagnie de l'Indochine, et de la Maison Lewis J. Smith. 
Elle fusionne en 1967 avec la Compagnie Commerciale Unité, puis est reprise par Unilever en 1975.
En 1977, la marque Éléphant est intégrée à Fralib (Française d’Alimentation et de Boissons), filiale d'Unilever qui regroupe la société des Thés de l’Éléphant et la STPA Lipton.
En 1999, elle fait partie d'Astra Fralib, après le regroupement des deux filiales d'Unilever Astra Calvé et Fralib. En 2001, Astra Fralib est fusionnée avec Amora Maille et Bestfoods, récemment rachetée, pour devenir Unilever Bestfoods.

## Produits
Éléphant vend des infusions à différents parfums.

### Gamme fruitée
Cette gamme comprend : fruits rouges, tilleul citron, abricot pêche goyave, pomme cannelle, poire caramel, citron miel, mandarine groseille .

## Usine Fralib
L'intégralité de la gamme Éléphant était fabriquée dans l'usine Fralib de Gémenos, en Provence. Lors de la fermeture de l'usine du Havre en 1998 qui fabriquait essentiellement l'emblématique "Lipton Yellow" une partie du personnel est venue renforcer les équipes du site de Gémenos. L'usine de Gémenos fabriquait pour le marché européen  les thés parfumés de la marque Lipton et la gamme des infusions de la marque Éléphant pour le marché français.

### Fermeture de l'usine Fralib
Le 28 septembre 2010, Unilever annonce le projet de fermer l'usine Fralib à Gémenos, qui emploie 182 personnes, et de transférer la production en Pologne et en Belgique. Les salariés et leurs organisations syndicales CGT et CFE-CGC lancent alors une campagne de boycott ciblé et décident d'occuper le site de l'usine. Ils réclament la cession de la marque Éléphant et un accord de sous-traitance avec Unilever. La tension monte après que la direction demande leur expulsion. Le plan social proposé par le groupe est refusé par la justice en novembre 2011 par la cour d'Appel d'Aix-en-Provence et la direction doit alors revoir l’ensemble des mesures de reclassement interne et de revitalisation.
Le 20 avril 2012, le troisième plan social de l’usine Fralib est validé par la justice, autorisant ainsi Unilever à mettre en œuvre les conditions de la fermeture de l’usine. Le 11 mai, les salariés reprennent le site, chassant la société de sécurité. La direction parle de « coup de force » et porte plainte. La justice lui donne raison le 16 mai et ordonne l’expulsion des salariés à compter du 1er juin.
L’intervention d’Arnaud Montebourg, nommé ministre du Redressement productif après l’élection de François Hollande (PS), change la donne. Le ministre obtient d’Unilever qu’il participe à la table ronde que réclamaient les salariés depuis plusieurs mois. Unilever s’engage également à ne pas faire appliquer la décision de justice d’expulsion des salariés et à ne pas sortir les machines du site le temps des négociations. 
Durant la table ronde qui se déroule entre le 1er juin et le 25 juin, les discussions tournent autour de la reprise du site et de la revitalisation du bassin d’emploi. Les représentants des salariés doivent démontrer la crédibilité de leur projet alternatif à la fermeture, tandis que d’autres projets sont discutés parmi lesquels celui du fabricant de chips Sibell qui avait fait en avril une proposition de rachat du site au propriétaire du terrain. À la suite de cette table ronde, l’État doit se prononcer sur une solution pour le site de Gémenos. Si l’État venait à choisir le projet des salariés, Unilever a annoncé qu'il placerait alors « à titre gratuit » les machines d'une valeur de 7 millions d'euros « sous la tutelle des pouvoirs publics qui pourront prendre leurs responsabilités pour mettre en œuvre et financer le projet du comité d'entreprise. L'État disposerait également du budget de revitalisation de 1,54 million d'euros qui s'ajouterait au budget de formation de 400 000 € contenus dans ce même PSE ».

### Création de la coopérative et 1336
En mai 2014, après l'annulation par trois fois de son plan social par la justice et 1 336 jours d'occupation de l'usine, un accord est trouvé avec Unilever, qui conserve la marque mais cède les machines pour un euro et finance la création d'une entreprise coopérative (SCOP : la Scop-TI, pour "Société Coopérative Ouvrière Provençale de Thés et Infusions"). La coopérative adopte le nom usuel "1336", en hommage aux 1 336 jours d'occupation.
La coopérative a réalisé un chiffre d'affaires en 2017 de 3 040 500 € avec 40 salariés mais son résultat a été déficitaire de 771 000 €.
L'usine faisait partie des quatre usines européennes d'Unilever fabriquant les thés Lipton et Éléphant. Les autres sont situées en Angleterre, en Pologne, et en Belgique.

## Principaux concurrents
Les principaux concurrents sont Twinings et La Tisanière qui appartiennent au groupe ABF (Associated British Foods), Pagès infusions, ainsi que les marques « 1336 » et « SCOP-TI » (bio) fabriquées par la coopérative SCOP-TI à l'usine de Gémenos.